# David Shulist
David Shulist (* 14. října 1951) je kašubský autor žijící v Kanadě ve městě Wilno Je zakládajícím předsedou kanadské Kashubian Heritage Park a zakladatelem multikulturního hokejového turnaje. Přispívá do novin "Glos Kaszebsczi".
V současné době pracuje na slovníku.

## Dílo
- slovník polsko-anglicko-kašubského (Pòlskò-anielskò-kaszëbsczi słowôrz, 2010 ISBN 978-83-928569-0-0) (spoluautor Marian Jeliński)
- slovník kašubsko-anglicko-polského (Kaszëbskò-anielskò-pòlsczi słowôrz, 2011 ISBN 978-83-928569-1-7 OCLC)
- Discovering Kashubia Europe: The Fatherland of My Kashubian Ancestors, 2018 ISBN 1771366443